# Тиндал (Јужна Дакота)
Тиндал (енгл. Tyndall) град је у америчкој савезној држави Јужна Дакота.

## Демографија
По попису из 2010. године број становника је 1.067, што је 172 (-13,9%) становника мање него 2000. године.
| Група             | 2000.         | 2010.         |
| Белци             | 1.213 (97,9%) | 1.034 (96,9%) |
| Афроамериканци    | 7 (0,6%)      | 1 (0,1%)      |
| Азијати           | 0 (0,0%)      | 0 (0,0%)      |
| Хиспаноамериканци | 8 (0,6%)      | 17 (1,6%)     |
| Укупно            | 1.239         | 1.067         |